# Herrsching am Ammersee
Herrsching am Ammersee è un comune tedesco di 10 001 abitanti, situato nel land della Baviera.